# جانيت هيثيرنغتون
جانيت هيثيرنغتون هي كاتبة خيال علمي كندية، ولدت في 19 نوفمبر 1955.

## وصلات خارجية
- الموقع الرسمي
- جانيت هيثيرنغتون على موقع IMDb (الإنجليزية)
- جانيت هيثيرنغتون على موقع قاعدة بيانات الفيلم (الإنجليزية)